# نعمة افرام
نعمة جورج افرام (من مواليد 10 سبتمبر/أيلول 1967)هو نائب في البرلمان اللبناني رجل أعمال بارز، ورئيس مجلس الإدارة والرئيس التنفيذي لمجموعة إندفكو، وهي شركة عالميّة توظّف أكثر من 11,500 شخص..
تعكس مسيرته المهنيّة التزامًا راسخًا بالخدمة العامّة، والريادة الابتكاريّة في الأعمال، والدفاع عن مصالح لبنان على المستوى الدوليّ.
يتولّى حاليًّا قيادة "مشروع وطن الإنسان"، وهو حركة وطنية أسّسها في العام 2021 وتهدف إلى بناء دولة ذات سيادة ترتكز على الحرية، الحداثة، والازدهار، مع التركيز على سعادة المواطنين وتقديم خدمات عالية الجودة. كما يكرّس افرام جهوده للدفاع عن مصالح لبنان في العواصم الدوليّة الرئيسيّة، بما في ذلك واشنطن، باريس، لندن، دول الخليج، والفاتيكان.
كمرشّح للرئاسة اللبنانية في انتخابات 2025، أعاد افرام تأكيد التزامه ببناء دولة حديثة وذات سيادة، تركّز على استعادة الثقة، إعادة بناء المؤسّسات، ورسم خارطة طريق نحو مستقبل مستقرّ ومزدهر للبنان.
تمّ انتخاب افرام مرّتين لتمثيل دائرة كسروان-جبيل في البرلمان. وخلال ولايته في عام 2018، ترأس لجنة الاقتصاد الوطني والتجارة والصناعة والتخطيط النيابيّة، حيث قدّم خطة خمسية لتصفير العجز في عام 2019 لتجنّب الأزمة المالية، لكن تحذيراته لم تلقَ آذانًا صاغية، مما أدى إلى عواقب وخيمة على البلاد.
كرائد ذي رؤية، يلتزم افرام دائمًا بشعاره: "تحويل التحدّيات إلى فرص" لبناء مستقبل مشرق للبنان.

## النشأة والتعليم
التحصيل العلمي
ولد نعمة افرام في 10 أيلول/سبتمبر 1967 في جونيه كسروان في لبنان، والده جورج افرام، رجل سياسة لبناني ومؤسس مجموعة إندفكو، ترأس وزارات مختلفة على مدى ثلاث حقبات بين العام 1982 و2003.
أكمل نعمة افرام دراسته الثانوية في مدرسة مار يوسف - عينطورة، وفي العام 1991، تخرج من الجامعة الأمريكية في بيروت بشهادة في الهندسة الكهربائية. تابع بعد ذلك دراسات عليا متخصّصة في القيادة التنفيذيّة وإدارة الأعمال في جامعات جامعة هارفارد كلية إدارة الأعمال، وجامعة جورجتاون كلية إدارة الأعمال، وجامعة ستانفورد للأعمال.]].
في يوليو/تموز 2018، تلقى افرام دكتوراه فخرية من جامعة الروح القدس في الكسليك. له 3 براءات إختراع من الولايات المتحدة.

## المسيرة المهنية

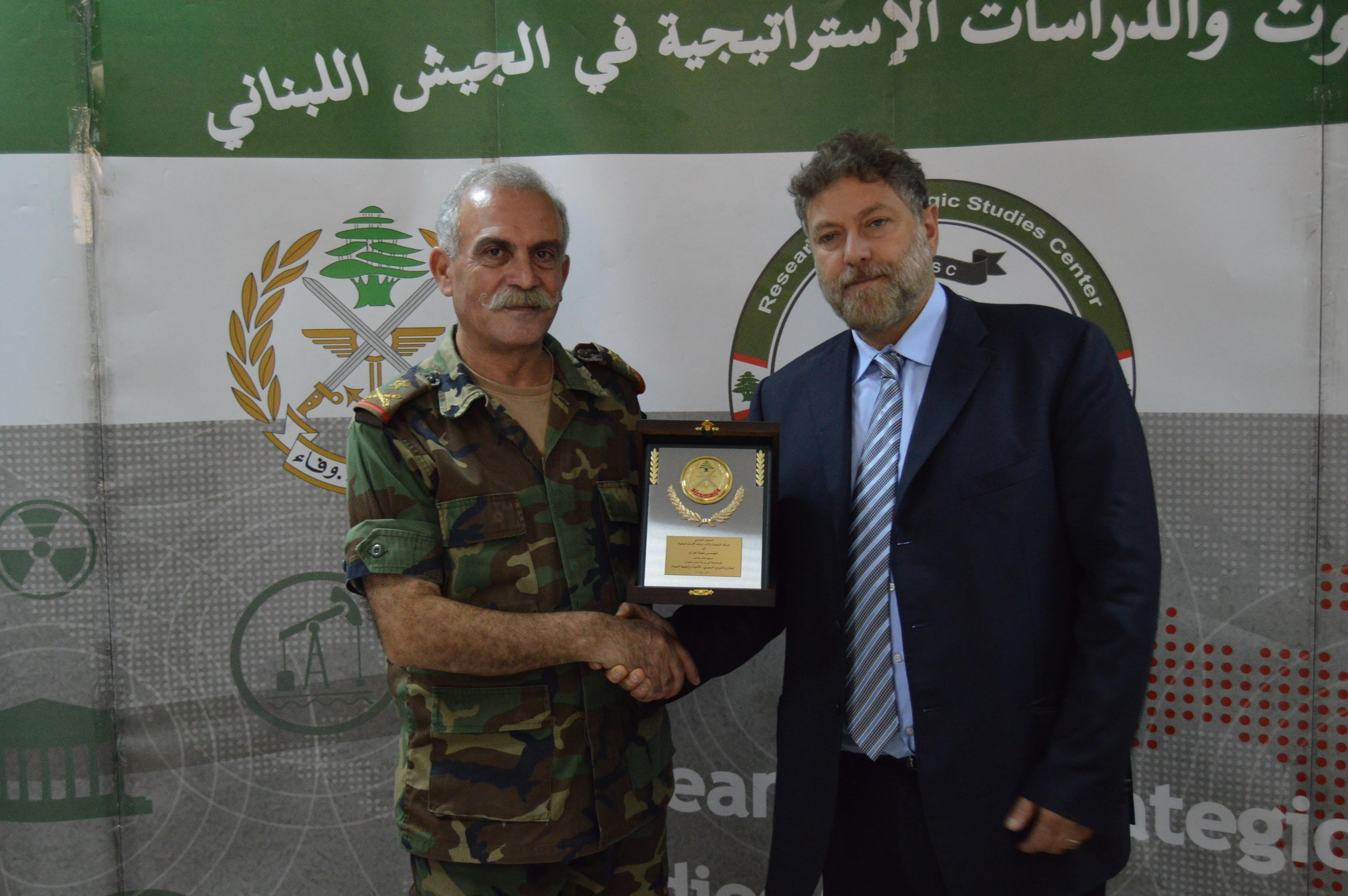
فريم في مركز البحوث والدراسات الاستراتيجية في لبنان

بعد تخرجه من الجامعة الأمريكية في بيروت(AUB) في العام 1991، أصبح افرام منسقًا لقسم التصميم والمشاريع في مجموعة إندفكو العالمية، التي أنشأتها عائلته لتصنيع الورق والبلاستيك والتغليف وصناديق الورق المقوّى ومنتجات المناديل الورقية بالإضافة الى المنتجات الشخصية والمنزلية.
في العام 1994، تم تعيينه مديرًا عامًا لـ"يونيباك تيشو ميل".
 تدير المجموعة أيضًا 20 شركة تابعة في بلدان أخرى.
في العام 1998، أسس وأدار شركة "فونيكس ماشينري"، كجزء من خطة لتقريب المسافة بين النشاطات الصناعية التقليدية والصناعات العالية التقنية. تعد الشركة حاليًّا مزوّدًا أساسيًّا لحلول الطاقة المتجددة وإدارة النفايات، فضلاً عن المنتجات الهندسية في منطقة الشرق الأوسط وشمال إفريقيا.
في العام 2020، نجحت شركة "فونيكس ماشينري" في كسب التحدي وتصنيع أحدث أجهزة التنفس الخاصة بوحدات العناية المركزة بهدف الاستجابة للطلب المتزايد الذي شهدته البلاد خلال جائحة "كوفيد-19". أجهزة التنفس الاصطناعي التي أنتجتها فونيكس موافقة لأبرز المعايير الدولية، ومنها تلك التابعة لـ "الآيزو"، إدارة الغذاء والدواء الأميركية و"ليبنور". .
افرام حالياً الرئيس التنفيذي لشركة ""فونيكس ماشينري" ومجموعو ""فونيكس".
خلال الأزمة الاقتصادية التي شهدها لبنان، والتي تفاقمت بسبب نقص الوقود، أطلقت Phoenix EV أسطولًا من السيارات الكهربائية]]. لتوفير بدائل مستدامة للمواطنين.
في عام 2000، تم تعيينه مديرًا عامًا لجميع عمليات إندفكو في لبنان حتى عام 2005، حيث أصبح بعد ذلك رئيس مجلس الإدارة والرئيس التنفيذي للمجموعة. كما تولّى منصب الرئيس التنفيذي لشركة"إنترستات ريسورسز" Interstate Resources, Inc. (IRI) في الولايات المتحدة.
كجزء من قيادته للمجموعة، أطلق فرام العديد من المشاريع الابتكارية في مجالات الطاقة والبيئة والقطاع الطبي. وقد أثبت نجاحه في تحويل الأزمات إلى فرص والتعامل مع التحديات بفعالية . تميزت قيادته لإندفكو بالنمو الاستراتيجي والابتكار، مما عزّز من مكانة الشركة كقوة صناعية عالمية.
 وانتخب رئيسا لجمعية الصناعيين اللبنانيين (ALI) في عام 2010 وخدم حتى عام 2014.
في العام 2017، ساهم في إطلاق "أوليف غروف"، وهي مجموعة جديدة من الشركات التكنولوجية الناشئة في الحمرا، بيروت.

### المسيرة السياسية
نعمة فرام هو مؤسس وعضو مجلس إدارة العديد من الجمعيات التي تُعنى بتعزيز الحوار بين الأديان (المسيحي-الإسلامي). في عام 2013، أطلق مبادرة "لبنان الأفضل"، وهي رؤية وطنية شاملة تهدف إلى دفع عجلة الإصلاحات الاقتصادية والاجتماعية والحوكمة في لبنان. وفي عام 2019، تم تحويل هذه المبادرة إلى منظمة غير حكومية تعمل على التنسيق مع منظمات أخرى والاغتراب اللبناني لتقديم التنمية المستدامة والمساعدات الإنسانية والدعم الاجتماعي.
بين عامي 2016 و2018، تولّى رئاسة المؤسسة المارونية للاإنتشار.. في العام 2018، أعلن افرام ترشحه عن المقعد الماروني عن دائرة كسروان-جبيل في الانتخابات النيابية اللبنانية . أطلق حملته الانتخابية تحت شعار "الإنسان أوّلاً". أعلِن افرام بعد الانتخابات العامة التي أجريت في 6 مايو/أيار 2018، مرشحًا فائزًا وحصد أكبر عدد من الأصوات.
ترأس افرام لجنة الاقتصاد الوطني والتجارة والصناعة والتخطيط البرلمانية. ودعا خلال ولايته إلى إعادة هيكلة الإدارة اللبنانية بهدف دعم الانتاجية الوطنية.. كان افرام أول نائب يطالب بإحصاء عدد الموظفين الفعلي في الإدارة العامة.
قدم افرام مشروع قانون حول إلغاء مستحقات البلديات القديمة لصالح شركة سوكلين وساهم في مواجهة إحدى أكبر أشكال الفساد المنتشر في البلاد.
في أواخر فبراير/شباط 2020، أطلقت مبادرة "لبنان الأفضل" التي أسسها افرام خطة عمل تساعد في تمكين لبنان من مواجهة جائحة كوفيد-19الشراكة مع مجموعة إندفكو وفونيكس ماشينري لتصنيع أجهزة تنفس متطورة ومعدات للحماية الشخصية متدنية الكلفة وموافقة للمعايير الدولية.
في أكتوبر/تشرين الأول 2019، وضع افرام بصفته رئيسًا للجنة الاقتصاد الوطني والتجارة والصناعة والتخطيط البرلمانية خطة خمسية لتصفير العجز لإنقاذ لبنان من الانهيار الاقتصادي وقدمها لجميع المسؤولين كحل جذري وخارطة طريق لميزانية الحكومات المقبلة ومخطط توجيهي يوضع في تصرف جميع الوزارات والمؤسسات والإدارات العامة. بالرغم من تحذيرات اللجنة، تجاهلت الإدارات العامة جميع تلك الخطوات التصحيحية المطروحة في الخطة.
بعد انفجار مرفأ بيروت المأساويّ في عام 2020، استقال افرام من البرلمان احتجاجًا على الفساد المستشري وفشل المؤسسات في حماية المواطنين وضمان حقوقهم الأساسيّة وكرامتهم.
في شهر يوليو/ تموز 2021، مصمّمًا على مواجهة انهيار الدولة اللبنانية وتخفيف العواقب الوخيمة للأزمة الاقتصادية التي نهشت باللبانيين، أطلق افرام – إلى جانب مجموعة صلبة من الشخصيات من طوائف مختلفة ورافضة للواقع المرير ومصممة على التغيير – "مشروع وطن الإنسان"، وهي حركة وطنية سياسية . تهدف إلى ضمان كرامة وسعادة المواطن اللبناني وبناء دولة الحرية، الازدهار والسيادة في لبنان.
إيمانًا منه بمبدأ الحداثة والإنتاجية، يسعى "مشروع وطن الإنسان" إلى خلق هوية جديدة ومبتكرة للبنان من خلال إطلاق إصلاحات واسعة النطاق وخطط جدية للتطوير السياسي، الاجتماعي والثقافي والاقتصادي. 
في عام 2022، أعلن فرام ترشحه للانتخابات النيابية اللبنانية عن المقعد الماروني في دائرة كسروان وجبيل، تحت شعار "صوّتوا من أجل السعادة". وبعد الانتخابات التي جرت في 15 مايو 2022، تم إعلانه رسميًا كفائز بالمقعد النيابي.
وفي ديسمبر 2024، أعلن ترشحه لرئاسة الجمهورية اللبنانية، مؤكدًا التزامه بإقامة دولة حديثة ذات سيادة، تركز على استعادة الثقة، وإعادة بناء المؤسسات، وتمهيد الطريق نحو مستقبل مستقر ومزدهر للبنان..

## هام أخرى
عضو مجلس الأمناء في "تجمع الصداقة اللبناني للحوار المسيحي-الإسلامي"
	عضو مجلس مؤسس ورئيس جمعية "أصدقاء المدينة"، الجمعية التي تنظم "مهرجانات جونية الدولية" 
	عضو مجلس الأمناء في "ملتقى التأثير المدني"
	رئيس "أصدقاء المدرسة الرسمية"

## روابط خارجية
- Association of Lebanese Industrialists
- Maronite Foundation in the World